# Sinagoga Magain Shalom
La Sinagoga Magain Shalom (en urdú: مگین شلوم کنیسہ) fue la piedra angular de una antigua comunidad judía en Karachi, Pakistán. La sinagoga fue construida por Salomón David Umerdekar en 1893, durante el Raj británico. La sinagoga fue ampliada en 1912 por dos hijos de Umerdekar, Gershon Salomón Umerdekar y Rahamim Salomón Umerdekar.
El 17 de julio de 1988, la sinagoga Shalom Magen fue destruida para dar paso a un centro comercial (Plaza Madiha) en el barrio Lines Ranchore de Karachi, durante la presidencia de Muhammad Zia-ul-Haq.